# UEFA Intertoto kup 2007.
Intertoto kup 2007. je europsko međunarodno natjecanje nogometnih klubova.

## Sudionici
Klubovi su ostvarili pravo sudjelovanja u Intertoto kupu, ako su se plasmanom našli iza klubova koji su izborili pravo nastupa u Kupu UEFA.
Škotskim odustajanjem, otvorilo se još jedno mjesto, koje je dodijeljeno Rumunjskoj.

## Rezultati

### 1. kolo
| Domaćin             | Gost                          | 23. lipnja | Domaćin                       | Gost                | 30. lipnja |
| ------------------- | ----------------------------- | ---------- | ----------------------------- | ------------------- | ---------- |
| Valur               | Cork City                     | 0:2 (0:1)  | Cork City                     | Valur               | 0:1        |
| Tobol (Kostanay)    | Zestaponi                     | 3:0 (0:0)  | Zestaponi                     | Tobol (Kostanay)    | 2:0        |
| FK Baku             | Dacia (Kišinjev)              | 1:1 (0:1)  | Dacia (Kišinjev)              | FK Baku             | 1:1 j.     |
| Sant Julià          | Slavija (Sarajevo)            | 2:3 (0:0)  | Slavija (Sarajevo)            | Sant Julià          | 3:2        |
| Hammarby IF         | Klaksvik                      | 1:0 (1:0)  | Klaksvik                      | Hammarby IF         | 1:2        |
| Šahtjor (Salihorsk) | Ararat                        | 4:1 (1:1)  | Ararat                        | Šahtjor (Salihorsk) | 2:0        |
| Cliftonville        | Dinaburg                      | 1:1 (1:1)  | Dinaburg                      | Cliftonville        | 0:1        |
| Zagreb              | Vllaznia                      | 2:1 (1:1)  | Vllaznia                      | Zagreb              | 1:0        |
| Ethnikos Achnas     | FK Makedonija (Gjorče Petrov) | 1:0 (1:0)  | FK Makedonija (Gjorče Petrov) | Ethnikos Achnas     | 2:0        |
| Differdange 03      | Slovan (Bratislava)           | 0:2 (0:1)  | Slovan (Bratislava)           | Differdange 03      | 3:0        |
| Domaćin             | Gost                          | 24. lipnja | Domaćin                       | Gost                | 1. srpnja  |
| Birkirkara          | Maribor                       | 0:3 (0:1)  | Maribor                       | Birkirkara          | 2:1        |
| Gloria Bistriţa     | Grbalj                        | 2:1 (1:1)  | Grbalj                        | Gloria Bistriţa     | 1:1        |
| Honka (Espoo)       | TVMK Tallinn                  | 0:0 (0:0)  | TVMK Tallinn                  | Honka (Espoo)       | 2:4        |
| Vėtra (Vilnius)     | Llanelli                      | 3:1 (0:0)  | Llanelli                      | Vėtra (Vilnius)     | 5:3        |

### 2. kolo
Susreti drugog kruga se igraju 7. i 8. srpnja, a uzvrati su tjedan poslije, 14. i 15. srpnja.
U drugom krugu sudionici igraju susrete u skupinama sastavljenim po zemljopisnom prosudbištu.
| Regija Južno Sredozemlje      | Regija Južno Sredozemlje | Regija Južno Sredozemlje | Regija Južno Sredozemlje | Regija Južno Sredozemlje      | Regija Južno Sredozemlje  |
| Domaćin                       | Gost                     | 7. srpnja                | Domaćin                  | Gost                          | 14. srpnja                |
| ----------------------------- | ------------------------ | ------------------------ | ------------------------ | ----------------------------- | ------------------------- |
| Slavija (Sarajevo)            | Oţelul Galaţi            | 0:0 (0:0)                | Oţelul Galaţi            | FK Slavija (Istočno Sarajevo) | 3:0 (.:.)                 |
| FK Makedonija (Gjorče Petrov) | Černo more               | 0:4 (0:0)                | Černo more               | FK Makedonija (Gjorče Petrov) | 3:0 (.:.)                 |
| Maribor                       | FK Hajduk (Kula)         | 2:0 (1:0)                | Hajduk (Kula)            | Maribor                       | 5:0 (.:.)                 |
| Maccabi (Haifa)               | Gloria Bistriţa          | 0:2 (0:2)                | Gloria Bistriţa          | Maccabi_Haifa                 | 2:0 (.:.) (jedanaesterci) |
| Domaćin                       | Gost                     | 8. srpnja                | Domaćin                  | Gost                          | 15. srpnja                |
| Trabzonspor                   | Vllaznia                 | 6:0 (.:.)                | Vllaznia                 | Trabzonspor                   | 4:0 (.:.)                 |

| Regija Sredina-Istok | Regija Sredina-Istok | Regija Sredina-Istok | Regija Sredina-Istok | Regija Sredina-Istok | Regija Sredina-Istok      |
| Domaćin              | Gost                 | 7. srpnja            | Domaćin              | Gost                 | 14. srpnja                |
| -------------------- | -------------------- | -------------------- | -------------------- | -------------------- | ------------------------- |
| Dacia (Kišinjev)     | St. Gallen           | 0:1 (0:1)            | St. Gallen           | Dacia (Kišinjev)     | 1:0 (.:.) (jedanaesterci) |
| Zalaegerszegi_TE     | Rubin                | 0:3 (0:1)            | Rubin                | Zalaegerszegi TE     | 2:0 (.:.)                 |
| Rapid (Beč)          | Slovan (Bratislava)  | 3:1 (2:0)            | Slovan (Bratislava)  | Rapid (Beč)          | 1:0 (.:.)                 |
| Čornomorec (Odesa)   | Šahtjor (Salihorsk)  | 4:2 (2:1)            | Šahtjor (Salihorsk)  | Čornomorec (Odesa)   | 0:2 (.:.)                 |
| Tobol (Kostanay)     | Slovan (Liberec)     | 1:1 (1:1)            | Tobol (Kostanay)     | Slovan (Liberec)     | 0:2 (.:.)                 |

| Sjeverna regija | Sjeverna regija | Sjeverna regija | Sjeverna regija | Sjeverna regija | Sjeverna regija |
| Domaćin         | Gost            | 7. srpnja       | Domaćin         | Gost            | 14. srpnja      |
| --------------- | --------------- | --------------- | --------------- | --------------- | --------------- |
| AA Gent         | Cliftonville    | 2:0 (1:0)       | Cliftonville    | AA Gent         | 0:4 (.:.)       |
| Cork City       | Hammarby IF     | 1:1 (1:0)       | Hammarby        | Cork City       | 1:0 (.:.)       |
| Domaćin         | Gost            | 8. srpnja       | Domaćin         | Gost            | 15. srpnja      |
| Honka (Espoo)   | Aalborg         | 2:2 (.:.)       | Aalborg         | Honka (Espoo)   | 1:1 (.:.)       |
| Vėtra (Vilnius) | Legia (Varšava) | 3:0 (zel. stol) | Legia (Varšava) | Vėtra (Vilnius) | b.b.            |

## Treći krug
Igrao se 21. i 22. srpnja 2007., a uzvrati 28. i 29. srpnja. Jedanaest momčadi koje su pobijedile su izborile sudjelovanje u Kupu UEFA.
| Regija Južno Sredozemlje | Regija Južno Sredozemlje | Regija Južno Sredozemlje | Regija Južno Sredozemlje | Regija Južno Sredozemlje | Regija Južno Sredozemlje |
| Domaćin                  | Gost                     | 21.(22.) srpnja          | Domaćin                  | Gost                     | 28.(29.) srpnja          |
| ------------------------ | ------------------------ | ------------------------ | ------------------------ | ------------------------ | ------------------------ |
| Hajduk (Kula)            | União (Leiria)           | 1:0 (.:.)                | União (Leiria)           | Hajduk (Kula)            | 4:1 (.:.)                |
| Černo more               | Sampdoria                | 0:1 (.:.)                | Sampdoria                | Černo more               | 1:0 (.:.)                |
| Gloria Bistriţa          | Atlético (Madrid)        | 2:1 (.:.)                | Atlético (Madrid)        | Gloria (Bistriţa)        | 1:0 (.:.)                |
| Oţelul (Galaţi)          | Trabzonspor              | 2:1 (.:.)                | Trabzonspor              | Oţelul (Galaţi)          | 1:2 (.:.)                |

| Regija Sredina-Istok | Regija Sredina-Istok | Regija Sredina-Istok | Regija Sredina-Istok | Regija Sredina-Istok | Regija Sredina-Istok |
| Domaćin              | Gost                 | 21.(22.) srpnja      | Domaćin              | Gost                 | 28.(29.) srpnja      |
| -------------------- | -------------------- | -------------------- | -------------------- | -------------------- | -------------------- |
| Tobol                | OFI Kreta            | 1:0 (.:.)            | OFI Kreta            | Tobol                | 0:1 (.:.)            |
| Dacia (Kišinjev)     | HSV                  | 1:1 (.:.)            | HSV                  | Dacia (Kišinjev)     | 4:0 (.:.)            |
| Čornomorec (Odesa)   | Lens                 | 0:0 (.:.)            | Lens                 | Čornomorec (Odesa)   | 3:1 (.:.)            |
| Rapid (Beč)          | Rubin                | 3:1 (.:.)            | Rubin                | Rapid (Beč)          | 0:0 (.:.)            |

| Sjeverna regija | Sjeverna regija  | Sjeverna regija | Sjeverna regija  | Sjeverna regija | Sjeverna regija |
| Domaćin         | Gost             | 21.(22.) srpnja | Domaćin          | Gost            | 28.(29.) srpnja |
| --------------- | ---------------- | --------------- | ---------------- | --------------- | --------------- |
| Vėtra           | Blackburn Rovers | 0:2 (.:.)       | Blackburn Rovers | Vėtra           | 4:0 (.:.)       |
| Hammarby        | Utrecht          | 0:0 (.:.)       | Utrecht          | Hammarby        | 1:1 (.:.)       |
| Gent            | Aalborg          | 1:1 (.:.)       | Aalborg          | Gent            | 2:1 (.:.)       |

## Vanjske poveznice
- Službene stranice
- UEFA-ine regije
- Službena pravila Intertoto kupa